# Monalocoris filicis
Monalocoris filicis is een wants uit de familie van de blindwantsen (Miridae). De soort werd het eerst wetenschappelijk beschreven door Carl Linnaeus in 1758.

## Uiterlijk
De ovale, bruin tot zwarte blindwants heeft als volwassen dier volledige vleugels (macropteer) en kan 2 tot 3 mm lang worden. De donkerbruine voorvleugels zijn fijn behaard, het gebied langs het scutellum is lichter bruin van kleur. Het doorzichtige deel van de vleugels is bruin. De kop is goudbruin tot oranje. Van de antennes zijn de eerste twee segmenten geel en heeft het tweede een donker uiteinde. De laatste twee segmenten zijn donkerder. Het derde segment heeft een licht beginstuk. De pootjes zijn geel gekleurd. Monalocoris filicis is te verwarren met de kortvleugelige variant van Bryocoris pteridis; die heeft echter een bruin met zwarte of geheel zwarte kop en een achterlichaam dat enigszins onder de vleugels uit steekt. 

## Leefwijze
De soort kent een enkele generatie per jaar en overwintert als volwassen wants. De wantsen zijn vanaf juni volwassen en leven op mannetjesvarens (Dryopteris filix-mas) en adelaarsvarens (Pteridium aquilinum) in loof- en naaldbossen.

## Leefgebied
In Nederland is de soort vrij algemeen. Het verspreidingsgebied is Palearctisch, van Europa tot aan Japan.